# Castillo Alto de Leópolis
El castillo Alto de Leópolis es un fortín localizado en Leópolis, Ucrania. Está situado en una de las colinas de la ciudad occidental ucraniana de Leópolis (o Lviv). Actualmente, es el punto más alto de la ciudad con 413 metros sobre el nivel del mar.
El castillo se encuentra en las proximidades del centro histórico de Leópolis, antes de ser rodeado por una muralla. La colina del castillo tomó su nombre del castillo, que solía estar ubicado en la colina desde el siglo XIII al siglo XIX. El castillo era una fortaleza principal de la defensiva de la ciudad durante su existencia. El castillo fue reconstruido y reparado muchas veces. En los tiempos de la rebelión de Jmelnytsky fue tomada por las fuerzas cosacas del polkóvnyk Maksym Kryvonos en octubre de 1648. En 1704, cuando Leópolis fue ocupado por los suecos, el castillo fue dañado. En 1777, los austríacos iniciaron el desmontaje de las fortificaciones que rodeaban el castillo.
En el siglo XIX, el castillo fue destruido. La fortificación se fortaleció, se plantaron árboles en la ladera de la colina, y un parque fue construido. En la actualidad, una plataforma de observación se encuentra en la cima del Kurgán. En 1957, una torre de televisión de 141 metros fue construida en la cima de la colina.